# Guus de Serière

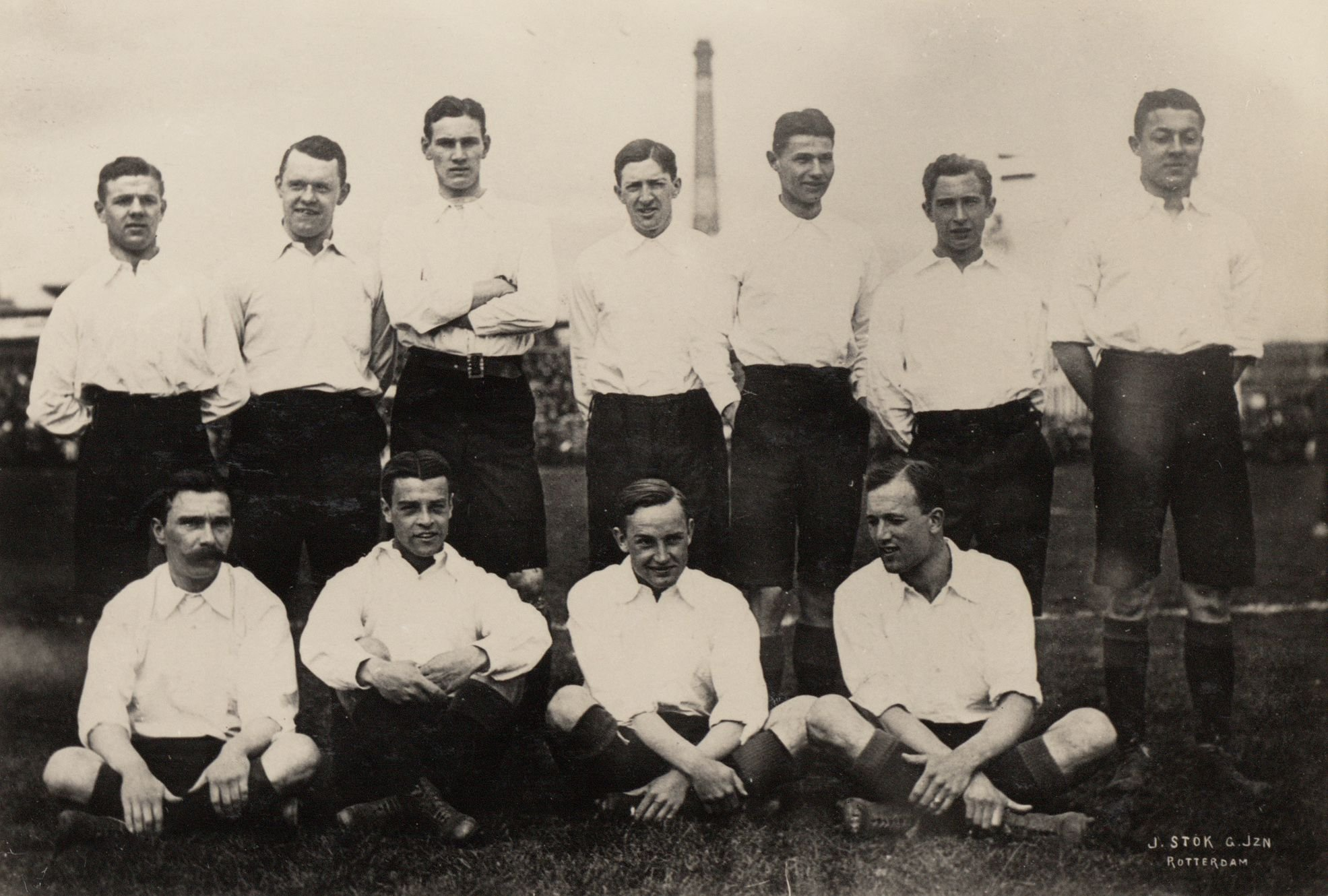
Gus de Serière und die niederländisch Nationalmannschaft (1912)

Guus de Serière (* 5. März 1893; † 30. Dezember 1980) war ein niederländischer Fußballspieler. Er bestritt 1911 und 1912 für die niederländische Fußballnationalmannschaft zwei Länderspiele gegen Belgien.

## Laufbahn
Der Angreifer de Serière gehörte dem HVV Den Haag an, mit dem er in der Saison 1913/14 die niederländische Fußballmeisterschaft erringen konnte. Der HVV war in dieser Periode mit weiteren Spielern wie Jan van Breda Kolff, Constant Feith, John Heijning, Guus Lutjens, Karel Heijting, Tonny Kessler und Dé Kessler eine der dominierenden Mannschaften im niederländischen Fußball.
Guss de Serière debütierte am 2. April 1911 in Dordrecht beim Länderspiel gegen Belgien in der Nationalmannschaft. Trainer war Edgar Chadwick, er spielte beim 3:1-Erfolg auf Halblinks und hatte seine beiden Vereinskollegen Lutjens und Breda Kolff an seiner Seite. Ein Jahr später, am 28. April 1912, wiederum in Dordrecht, kam er zu seinem zweiten Länderspieleinsatz. Dieses Mal gewann die Niederlande mit 4:3 gegen Belgien und Mittelstürmer Mannes Francken vom HFC Haarlem erzielte dabei drei Tore. Auch in diesem Länderspiel wurde die Klasse vom HVV durch die weitere Teilnahme der Spieler Feith, Heijning und Breda Kolff unterstrichen. Mit seinem zweiten Länderspieleinsatz endete die Nationalmannschaftskarriere von Guus de Serière in der „Elftal“.